# Charge d'âme
Charge d'âme est un roman de Romain Gary publié en 1977 aux éditions Gallimard.

## Résumé
Marc Mathieu est un physicien français, âgé d'environ trente ou quarante ans et profondément athée. Un jour, il découvre une nouvelle source d'énergie qu'il nomme le « carburant avancé ». Il s'agit en fait de récupérer l'âme des défunts pour l'utiliser ensuite. Mathieu cherche alors à dégrader cet élément si particulier. N'y arrivant pas, il transmet son travail à toutes les grandes puissances qui se mettent à construire des énormes collecteurs d'âmes.
Mathieu remarque ainsi plusieurs problèmes de « pollution » et de « déshumanisation » (une sorte de retour à un état primitif sans conscience). À cela s'ajoutent des problèmes éthiques. Le grand scientifique, totalement déprimé, décide alors de s'installer en Albanie, un pays, pour continuer ses recherches. Il construit alors « son cochon ». Les autres pays (USA, URSS...) prennent peur devant la puissance et la dangerosité de ce cochonet avec l'aide de May (la petite amie humaniste de Marc Mathieu) le détruisent. Le scientifique sous-entend alors qu'il souhaitait la déshumanisation de toute la planète car la dégradation de l'âme est impossible et qu'il ne pouvait, en tant que scientifique, réparer tout le mal qu'il avait fait. Il finit par mourir avec sa compagne May.

## Éditions
- Charge d'âme, éditions Gallimard, 1977.
- Charge d'âme, éditions Gallimard, coll. Soleil 1978  (ISBN 2070109321).